# Chris Evans (aktor)
Christopher Robert Evans (ur. 13 czerwca 1981 w Bostonie) – amerykański aktor i producent filmowy.
Rozpoznawalność zapewniły mu role w filmach: To nie jest kolejna komedia dla kretynów, Komórka, Królowie ulicy, Fantastyczna Czwórka (zagrał Johnny’ego Storma / Ludzką Pochodnię) i Wkłucie, a także rola Steve’a Rogersa / Kapitana Ameryki w Filmowym Uniwersum Marvela. 

## Życiorys

### Wczesne lata
Urodził się w Bostonie w stanie Massachusetts w rodzinie rzymskokatolickiej o korzeniach włoskich i irlandzkich jako syn Lisy (z domu Capuano), tancerki i dyrektorki artystycznej Concord Youth Theater, i George’a Roberta „Boba” Evansa III, lekarza dentysty. Ma troje rodzeństwa: starszą siostrę Carly, młodszego brata Scotta i młodszą siostrę Shanę. Jego rodzice rozwiedli się w 1999.
W 1999 ukończył szkołę średnią Lincoln-Sudbury Regional High School. Studiował aktorstwo w Lee Strasberg Theatre and Film Institute w Nowym Jorku.

### Kariera
Karierę aktorską rozpoczął od występów na scenie w Boston Playwrights 'Theatre. Występował w regionalnych przedstawieniach: Sen nocy letniej i Pułapka czasu (A Wrinkle in Time).
Na ekranie zadebiutował rolą Judda w dramacie familijnym Nasz nowy dom (The Newcomers, 2000) z Kate Bosworth. Po nawiązaniu współpracy z agentem uzyskał role w serialach telewizyjnych: Boston Public czy Ścigany (The Fugitive). Zagrał licealnego piłkarza Jake’a Wylera w filmie parodystycznym To nie jest kolejna komedia dla kretynów (Not Another Teen Movie, 2001). Zagrał główną rolę w komedii dla nastolatków Briana Robbinsa Egzamin dojrzałości (The Perfect Score, 2004) o grupie studentów, którzy włamują się do biura, aby ukraść odpowiedzi na egzamin SAT. Wystąpił w roli studenta Ryana, który musi uratować porwaną kobietę po przypadkowym odebraniu od niej telefonu, w dreszczowcu Davida R. Ellisa Komórka (Cellular, 2004) z Jasonem Stathamem, Kim Basinger i Williamem H. Macy. Kandydował do roli w Elizabethtown (2005), ale ostatecznie przyjął ją Orlando Bloom.
Za kreację Johnny’ego Storma / Ludzkiej Pochodni w przygodowym filmie fantastycznonaukowym  Tima Story’ego Fantastyczna Czwórka (2005) był nominowany (razem z Jessicą Albą, Ioanem Gruffuddem i Michaelem Chiklisem) do nagrody MTV Movie Award dla najlepszego zespołu ekranowego oraz został uznany za jednego z najgorętszych kawalerów przez redakcję magazynu „People”. Wcielił się w detektywa Paula Diskanta w dramacie kryminalnym Davida Ayera Królowie ulicy (Street Kings, 2008). W 2010 wziął udział w kampanii reklamowej perfum Gucci Guilty u boku Evan Rachel Wood. Wystąpił jako Michael David Weiss, genialny prawnik-narkoman, w dramacie biograficznym Wkłucie (Puncture, 2011) 

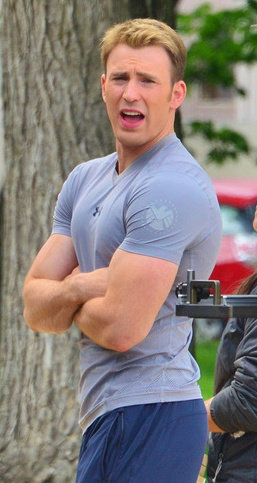
Evans na planie filmu Kapitan Ameryka: Zimowy żołnierz (2013)

Był nominowany do nagrody Saturna dla najlepszego aktora za odtworzenie roli Steve’a Rogersa / Kapitana Ameryki w filmach: Kapitan Ameryka: Pierwsze starcie (Captain America: The First Avenger, 2011), Kapitan Ameryka: Zimowy żołnierz (Captain America: The Winter Soldier, 2014; People’s Choice Award jako ulubiony aktor w filmie akcji), Kapitan Ameryka: Wojna bohaterów (Captain America: Civil War, 2016; Teen Choice Awards w kategorii aktor filmowy: sci-fi / fantasy) i Avengers: Koniec gry (Avengers: Endgame, 2019). Za rolę Kapitana Ameryki w Avengers: Czas Ultrona (Avengers: Age of Ultron, 2015) został uhonorowany także do Teen Choice Awards dla „złodzieja scen”.
W marcu 2018 zadebiutował na Broadwayu w roli Billa w spektaklu Kennetha Lonergana Lobby Hero u boku Michaela Cery, za którą otrzymał nagrodę publiczności Broadway.com jako ulubiony aktor drugoplanowy w sztuce i był nominowany do Drama League Awards za „wybitny występ”. 
Był na okładkach czasopism: „The Hollywood Reporter” (w lipcu 2005), „GQ” (w lipcu 2011, w edycji meksykańskiej w kwietniu 2012),  „Men’s Health” (w edycji rosyjskiej i ukraińskiej w grudniu 2012, w edycji włoskiej w kwietniu 2016), „Entertainment Weekly” (w lipcu 2014), „Esquire” (w maju 2016, w sierpniu 2017 i w maju 2020), „W” (w październiku 2016) i „L’Uomo Vogue” (w kwietniu 2017). W 2022 redakcja magazynu „People” uznała go za najseksowniejszego mężczyznę świata.

### Życie prywatne
We wrześniu 2023 ożenił się z portugalską aktorką Albą Bapstistą. Jest buddystą, sojusznikiem osób LGBT i kibicem New England Patriots.

## Filmografia

### Filmy
- 2000: The Newcomers – Judd
- 2001: To nie jest kolejna komedia dla kretynów (Not Another Teen Movie) – Jake Wyler
- 2003: The Paper Boy – Ben
- 2004: Egzamin dojrzałości (The Perfect Score) – Kyle
- 2004: Komórka (Celluar) – Ryan
- 2005: The Orphan King – Seth King
- 2005: Dzikie plemię (Fierce People) – Bryce
- 2005: Fantastyczna Czwórka (Fantastic Four) – Johnny Storm/Ludzka Pochodnia
- 2005: London – Syd
- 2007: Fantastyczna Czwórka: Narodziny Srebrnego Surfera (Fantastic Four: Rise of the Silver Surfer) – Johnny Storm / Ludzka Pochodnia
- 2007: Wojownicze Żółwie Ninja (Teenage Mutant Ninja Turtles) – Casey Jones (dubbing)
- 2007: Niania w Nowym Jorku (The Nanny Diaries) – Harvard Hottie
- 2007: W stronę słońca (Sunshine) – Mace
- 2008: Królowie ulicy (Street Kings) – detektyw Paul Diskant
- 2009: Push – Nick Gant
- 2010: Scott Pilgrim kontra świat (Scott Pilgrim vs. the World) – Lucas Lee
- 2010: The Losers: Drużyna potępionych (The Losers) – Jake Jensen
- 2011: Wkłucie (Puncture) – Michael David Weiss
- 2011: Ilu miałaś facetów? (What's Your Number?) – Colin Shea
- 2011: Kapitan Ameryka: Pierwsze starcie (Captain America: The First Avenger) – Steve Rogers / Kapitan Ameryka
- 2012: Avengers – Steve Rogers / Kapitan Ameryka
- 2013: Thor: Mroczny świat (Thor: The Dark World) – Steve Rogers / Kapitan Ameryka (cameo)
- 2013: Snowpiercer: Arka przyszłości (Snowpiercer) − Curtis
- 2014: Zanim się rozstaniemy (Before We Go) – Nick Vaughan
- 2014: Rozegraj to na luzie (Playing It Cool) – Ja
- 2014: Kapitan Ameryka: Zimowy żołnierz (Captain America: The Winter Soldier) – Steve Rogers / Kapitan Ameryka
- 2015: Avengers: Czas Ultrona (Avengers: Age of Ultron) – Steve Rogers / Kapitan Ameryka
- 2015: Ant-Man – Steve Rogers / Kapitan Ameryka
- 2016: Kapitan Ameryka: Wojna bohaterów (Captain America: Civil War) – Steve Rogers / Kapitan Ameryka
- 2017: Obdarowani (Gifted) – Frank Adler
- 2017: Spider-Man: Homecoming – Steve Rogers / Kapitan Ameryka (cameo)
- 2018: Avengers: Wojna bez granic (Avengers: Infinity War) – Steve Rogers / Kapitan Ameryka
- 2019: Kapitan Marvel (Captain Marvel) – Steve Rogers (cameo)
- 2019: Avengers: Koniec gry (Avengers: Endgame) – Steve Rogers / Kapitan Ameryka
- 2019: Na noże (Knives Out) – Hugh „Ransom” Drysdale
- 2019: Operacja Bracia (The Red Sea Diving Resort) – Ari Levinson
- 2021: Free Guy – on sam (cameo)
- 2022: Gray Man - Lloyd Hansen
- 2023: Randka, bez odbioru - Cole Turner
- 2024: Deadpool & Wolverine – Johnny Storm / Ludzka Pochodnia
- 2024: Czerwona Jedynka (Red One) – Jack O'Malley
- 2025: Materialists – John

### Seriale TV
- 2000: Ich trzech i dziewczyny (Opposite Sex) – Cary Baston
- 2000–2001: Ścigany (The Fugitive) – Zack Lardner
- 2001: Boston Public – Neil Mavromates
- 2002: Eastwick – Adam
- 2003: Skin – Brian
- 2008: Robot Chicken – głos
- 2015: Agentka Carter (Marvel’s Agent Carter) – Steve Rogers / Kapitan Ameryka (archiwalne)
- 2020: W obronie syna (Defending Jacob) – Andy Barber